# ACG (subcultura)
ACG é uma abreviação de "Anime, Comic and Games", utilizada em diversas subculturas na Grande China e Sudeste Asiático. Devido a uma forte conexão económica e cultural existente entre anime, mangá e jogos eletrónicos no mercado japonês, a sigla "ACG" é utilizada para descrever este fenómeno em campos relativos. Em particular, este termo refere-se a anime japonesa, manga e videojogos, com este último geralmente referir-se a jogos bishōjo. Este termo não é normalmente traduzido para chinês; se o significado necessitar de ser traduzido, em geral usa-se "動漫遊戲" (dòngmànyóuxì, animação, quadrinhos e jogos) ou "espaço bidimensional" (em chinês: 二次元, Èr cìyuán; em japonês: 2次元).

## Etimologia
Em 1995, um fã taiwanês de animação e banda desenhada conhecido pelo pseudónimo "AIplus" estabeleceu um fórum de discussão online no sistema BBS da National Sun Yat-sen University; o fórum foi nomeado como  "ACG Review Board", referindo-se a "animation, comics and games". Esta é considerada a primeira aparição do termo "ACG". Popularizado pelo grupo taiwanês de crítica de animes e banda desenhada Shuffle Alliance, o arranjo das três letras foi estabelecido, e o termo tornou-se popular no China Continental, em Hong Kong, Macau e Taiwan.
Após a popularização de light novels, que são frequentemente adaptados em animes, quadrinhos e videogames, o termo "ACGN" foi cunhado. No entanto, o termo ACG ainda é usado na maioria das situações e é geralmente subentendido que inclui light novels mesmo sem o "N".

## Em outras regiões
Os japoneses não utilizam o termo ACG, embora um conceito semelhante seja "MAG", significando "Manga, Anime and Games". Falantes do japonês normalmente utilizam a palavra nijigen (2次元, lit. "espaço bidimensional") para referirem-se às séries de cultura anime e mangá (contendo light novels e garage kits). A cultura otaku (オタク文化, otaku bunka) refere-se à subcultura relacionada, enquanto a indústria otaku (オタク産業, otaku sangyō) refere-se a indústrias relacionadas.
Na Índia, o termo AVGC é utilizado, referindo-se à Animação (Animation), Efeitos Visuais (Visual Effects), Videojogos (Gaming), e Banda Desenhada (Comics).
O termo ACG não é predominante nas regiões de língua inglesa.